# Eliza
|  | Per a altres significats, vegeu «ELIZA». |

Eliza és una comunitat no incorporada al Eliza Township, Comtat de Mercer, d'Illinois. Eliza és a 9 milles (14 km) al nord de New Boston.